# Globothalamea
Classe
Les Globothalamea sont une classe de foraminifères.

## Liste des ordres
Selon World Register of Marine Species (28 mars 2016) :

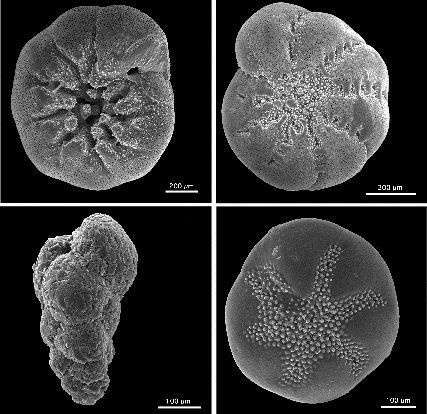
Verneuilinulla advena (famille des Verneuilinidae, ordre des Lituolida).

- ordre des Carterinida Loeblich & Tappan, 1981
  - famille des Carterinidae Loeblich & Tappan, 1955
- ordre des Robertinida Loeblich & Tappan, 1984
  - sous-ordre des Duostominina
    - super-famille des Duostominoidea Brotzen, 1963 †

  - sous-ordre des Robertinina
    - super-famille des Ceratobuliminoidea Cushman, 1927
      - famille des Ceratobuliminidae Cushman, 1927
      - famille des Epistominidae Wedekind, 1937

    - super-famille des Conorboidoidea Thalmann, 1952 †
    - super-famille des Robertinoidea Reuss, 1850
      - famille des Robertinidae Reuss, 1850
- ordre des Rotaliida Delage & Hérouard, 1896
  - sous-ordre des Globigerinina
    - super-famille des Globigerinoidea Carpenter et al., 1862
    - super-famille des Globorotalioidea Cushman, 1927
    - super-famille des Globotruncanoidea Brotzen, 1942 †
    - super-famille des Hantkeninoidea Cushman, 1927
    - super-famille des Heterohelicoidea Cushman, 1927
    - super-famille des Planomalinoidea Bolli et al., 1957 †
    - super-famille des Rotaliporoidea Sigal, 1958 †

  - super-famille des Acervulinoidea Schultze, 1854
  - super-famille des Annulopatellinoidea Loeblich & Tappan, 1964
  - super-famille des Asterigerinoidea d'Orbigny, 1839
  - super-famille des Bolivinitoidea Cushman, 1927
  - super-famille des Bolivinoidea Glaessner, 1937
  - super-famille des Buliminoidea Jones, 1875
  - super-famille des Cassidulinoidea d'Orbigny, 1839
  - super-famille des Chilostomelloidea Brady, 1881
  - super-famille des Delosinoidea Parr, 1950
  - super-famille des Discorbinelloidea Sigal, 1952
  - super-famille des Discorboidea Ehrenberg, 1838
  - super-famille des Eouvigerinoidea Cushman, 1927 †
  - super-famille des Fursenkoinoidea Loeblich & Tappan, 1961
  - super-famille des Glabratelloidea Loeblich & Tappan, 1964
  - super-famille des Loxostomatoidea Loeblich & Tappan, 1962
  - super-famille des Nonionoidea Schultze, 1854
  - super-famille des Nummulitoidea Blainville, 1827
  - super-famille des Orbitoidoidea Schwager, 1876 †
  - super-famille des Planorbulinoidea Schwager, 1877
  - super-famille des Pleurostomelloidea Reuss, 1860 †
  - super-famille des Rotalioidea Ehrenberg, 1839
  - super-famille des Siphoninoidea
  - super-famille des Turrilinoidea Cushman, 1927
- sous-classe des Textulariia Mikhalevich, 1980
  -     - ordre des Lituolida
    - sous-ordre des Hormosinina
      - super-famille des Hormosinelloidea Rauser & Reitlinger, 1986
      - super-famille des Hormosinoidea Haeckel, 1894

    - sous-ordre des Lituolina
      - super-famille des Lituoloidea
      - super-famille des Lituotuboidea
      - super-famille des Recurvoidoidea Alekseychik-Mitskevich, 1973

    - sous-ordre des Nezzazatina
      - super-famille des Nezzazatoidea Hamaoui & Saint-Marc, 1970

    - sous-ordre des Rzehakinina
      - super-famille des Rzehakinoidea Cushman, 1933

    - sous-ordre des Spiroplectamminina
      - super-famille des Pavonitinoidea Loeblich & Tappan, 1961
      - super-famille des Spiroplectamminoidea Cushman, 1927

    - sous-ordre des Trochamminina
      - super-famille des Trochamminoidea Schwager, 1877

    - sous-ordre des Verneuilinina
      - super-famille des Verneuilinoidea Cushman, 1911

  - ordre des Loftusiida Kaminski & Mikhalevich, 2000
    - sous-ordre des Ataxophragmiina
      - super-famille des Ataxophragmioidea Shwager, 1877

    - sous-ordre des Biokovinina
      - super-famille des Biokovinoidea Gusiae, 1977
      - super-famille des Coscinophragmatoidea Thalmann, 1951

    - sous-ordre des Cyclolinina
      - super-famille des Cyclolinoidea Loeblich & Tappan, 1964

    - sous-ordre des Loftusiina
      - super-famille des Haplophragmioidea Eimer & Fickert, 1899
      - super-famille des Loftusioidea Brady, 1884

    - sous-ordre des Orbitolinina
      - super-famille des Coskinolinoidea Moullade, 1965 †
      - super-famille des Orbitolinoidea Martin, 1890
      - super-famille des Pfenderinoidea Smout & Sugden, 1962 †

  - ordre des Textulariida
    - sous-ordre des Textulariina
      - super-famille des Chrysalidinoidea Neagu, 1968
      - super-famille des Eggerelloidea Cushman, 1937
      - super-famille des Textularioidea Ehrenberg, 1838

    - super-famille des Archaediscoidea Cushman, 1928 †
    - super-famille des Moravamminoidea Pokorny, 1951 †
    - super-famille des Nodosinelloidea Rhumbler, 1895 †
    - super-famille des Palaeotextularioidea Galloway, 1933 †